# Stade de Santry
 (avril 2025).
 (avril 2025).
Le stade de Santry de son nom officiel stade Billy-Morton, est un stade d'athlétisme situé à Santry dans la banlieue de Dublin et inauguré en 1958.